# Иссонь
Иссонь (фр. Issogne) — коммуна в Италии, располагается в автономном регионе Валле-д’Аоста.
Население составляет 1388 человек (2008 г.), плотность населения составляет 58 чел./км². Занимает площадь 24 км². Почтовый индекс — 11020. Телефонный код — 0125.
В коммуне 15 августа особо празднуется Вознесение Девы Марии.

## Галерея

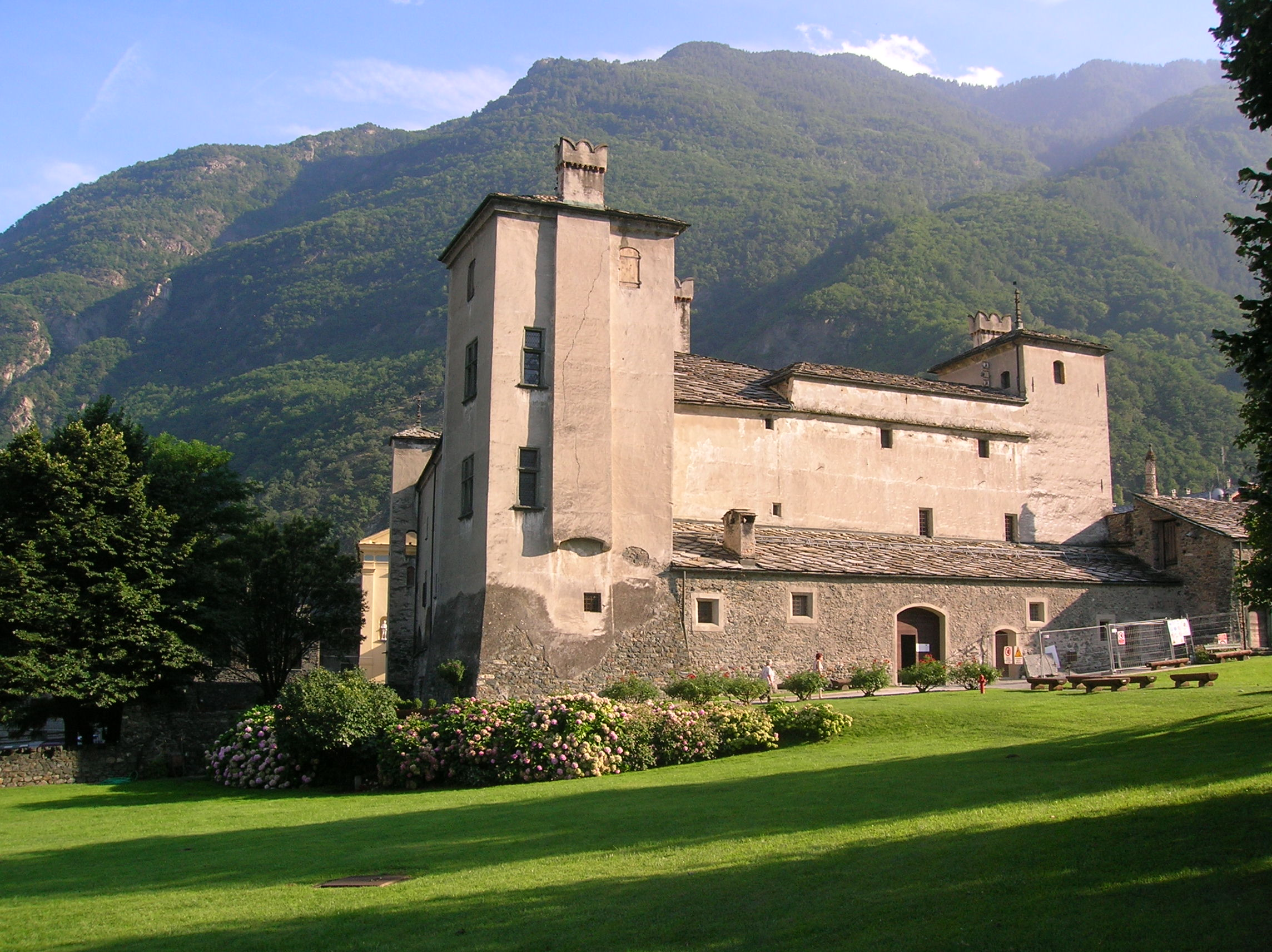
Иссоньский замок.
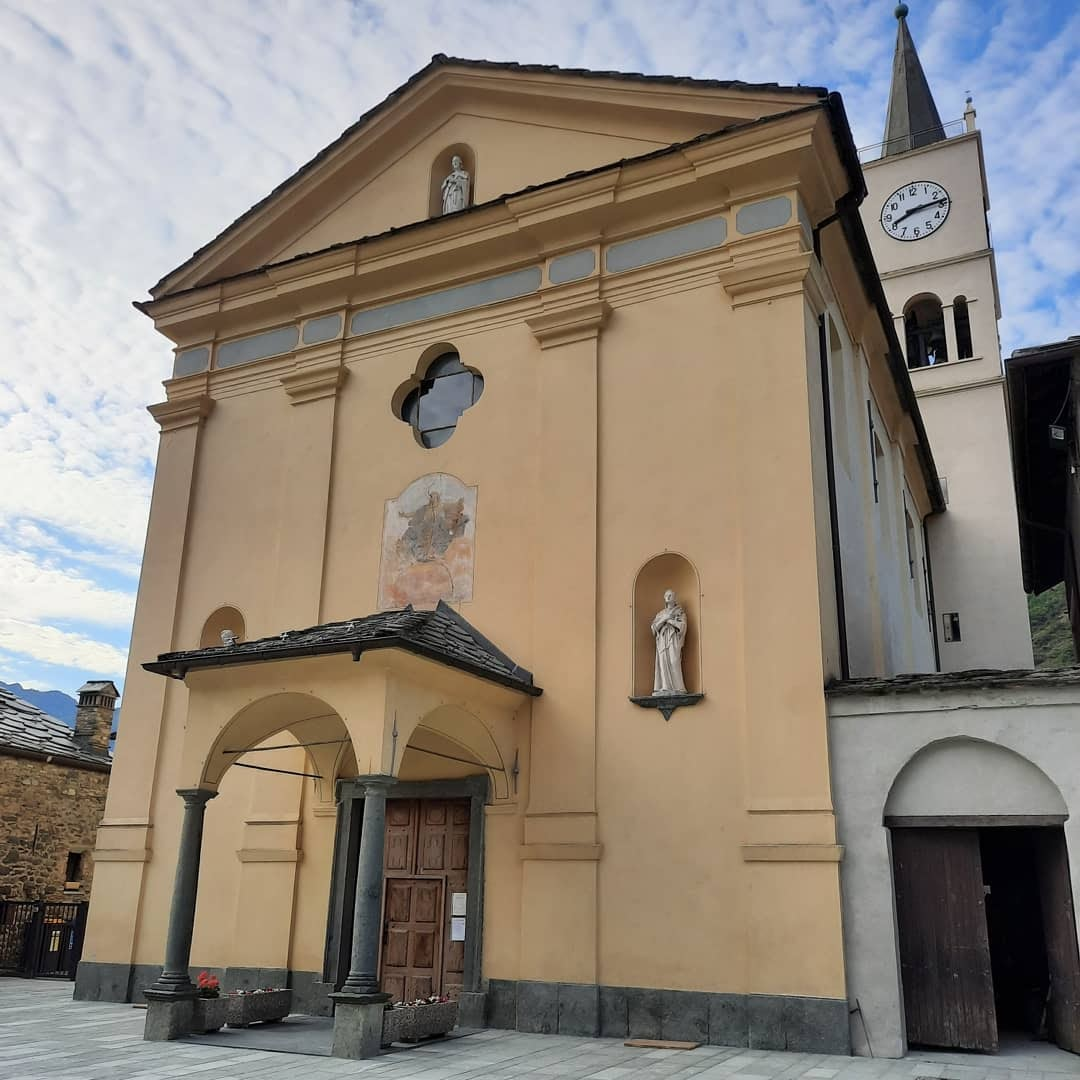
Приходской Успенский храм.
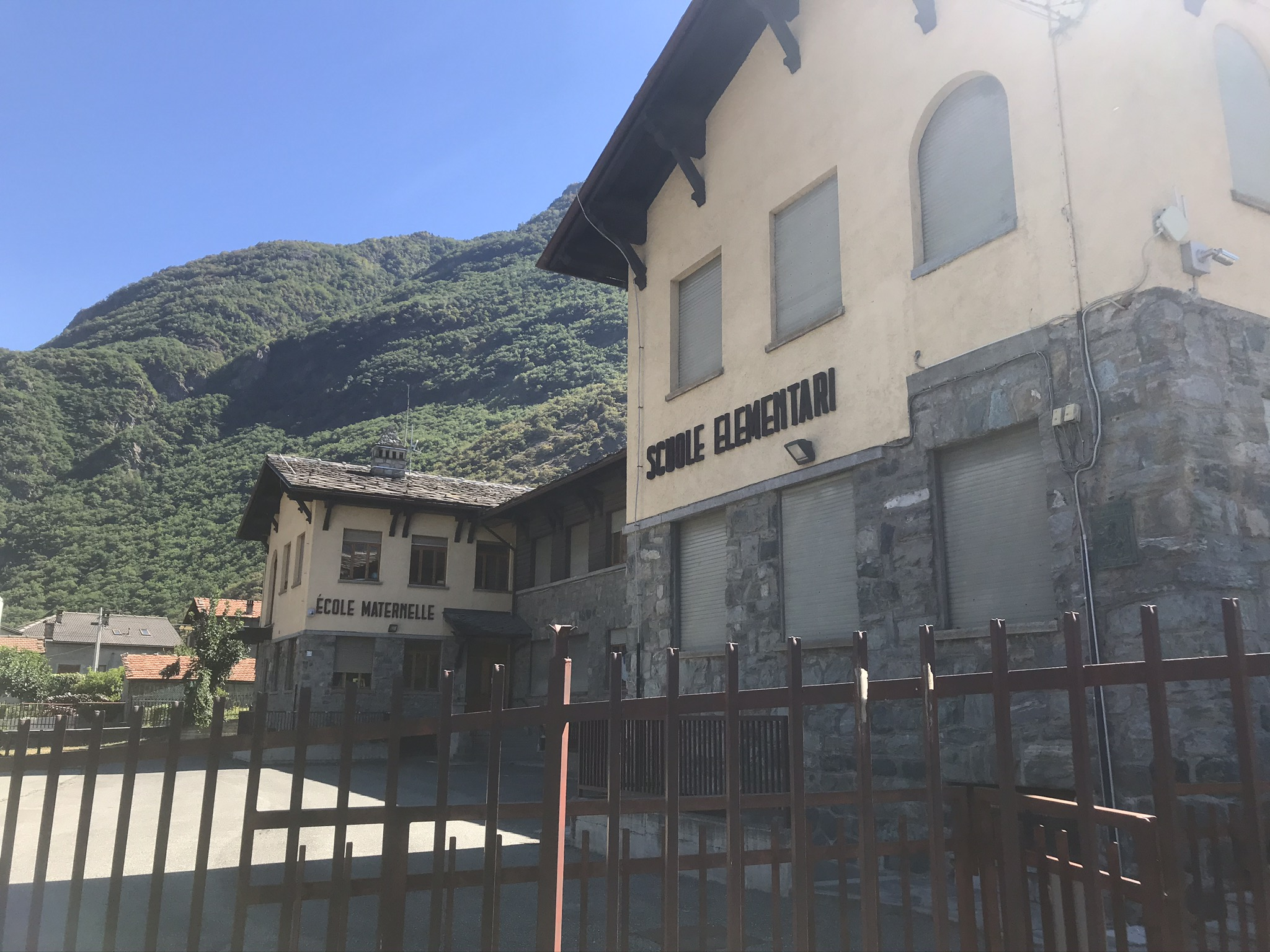
Школы.
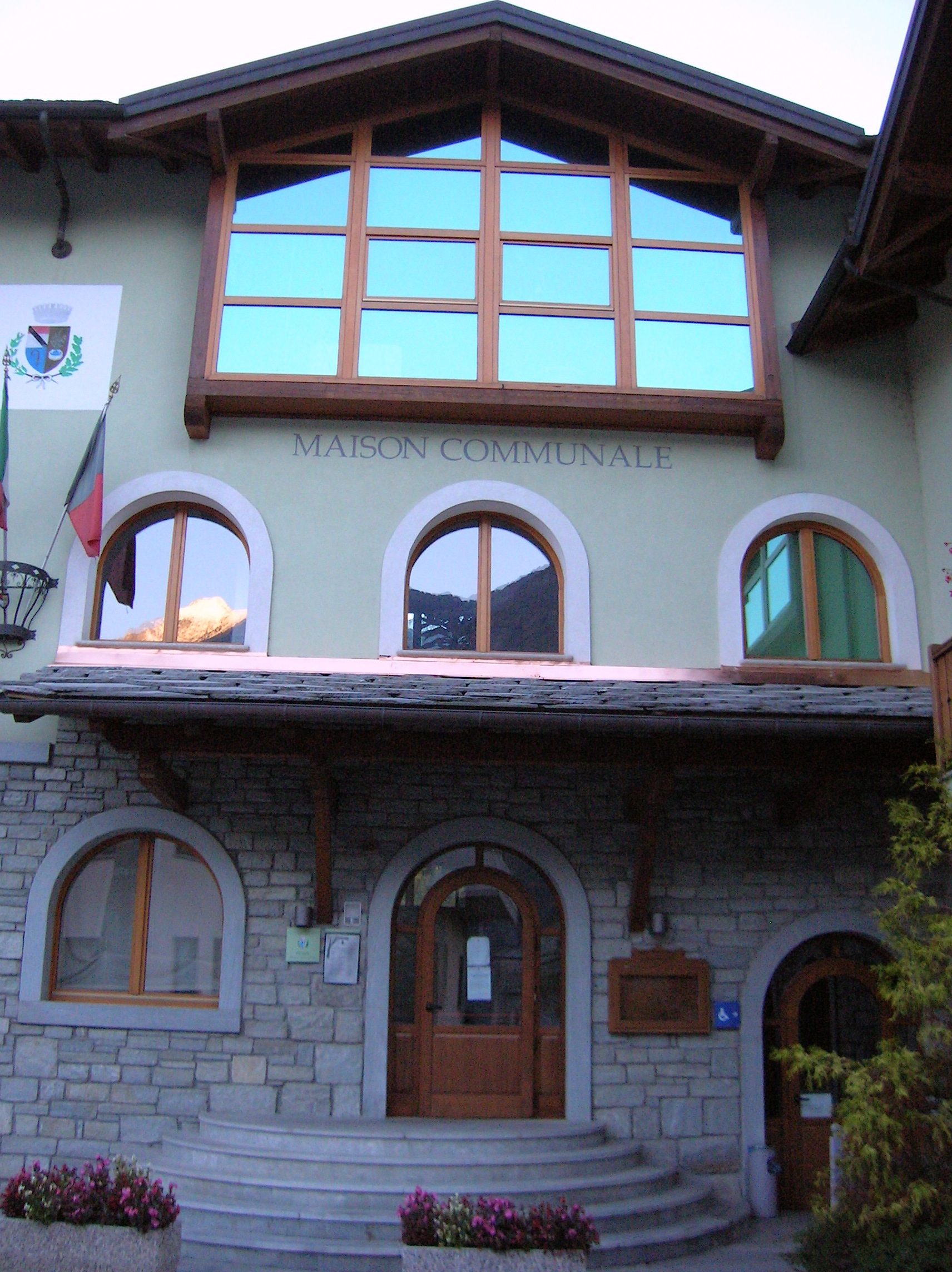
Мэрия.

## Демография
Динамика населения: